# Синя шапочка
«Синя шапочка» — український анімаційний фільм 1998 року студії Укранімафільм, автор сценарію і режисер — Наталя Чернишова.

## Сюжет
За мотивами шотландських казок. Історія про мужика, який за допомогою чарівної синьої шапочки потрапив у винні підвали священика і мало не був покараний ним, але вона і тут допомогла йому.

## Над фільмом працювали
- Автор сценарію і кінорежисер: Наталя Чернишова;
- Художники-постановники: Наталя Чернишова, Ярослава Руденко-Шведова;
- Композитор: Вадим Храпачов;
- Кінооператор: Ірина Сергєєва;
- Звукорежисер: Леонід Мороз;
- Художники-аніматори: Євген Сивокінь, Людмила Ткачикова, Ігор Ленго, Олександр Бубнов, Алла Чурикова (у титрах А. Чурікова), Наталя Чернишева;
- Асистенти: Лариса Кучерова, Наталія Лисенко, Ірина Шевчук;
- Монтаж: Юна Срібницька;
- Текст читає: Богдан Бенюк;
- Редактор: Світлана Куценко;
- Директор знімальної групи: В'ячеслав Кілінський.

## Нагороди
- МКФ Південна Корея, 1999 — Приз за найкращу музику.